# Henry Richard Charles Wellesley
Pour les articles homonymes, voir Wellesley.
Henry Richard Charles Wellesley (Mayfair, 17 juin 1804-Londres, 15 juillet 1884), est un homme politique britannique, fils de Henry Wellesley, 1er baron Cowley.

## Biographie
Secrétaire de légation à Stuttgart de 1832 à 1843 puis à Constantinople de 1843 à 1847, il est accrédité auprès de la diète de Francfort (1848) et sert comme ambassadeur à Paris de 1852 à 1867. Il représente son pays lors de la conférence de Paris de 1858. 